# توم بروس
توم بروس (بالإنجليزية: Tom Bruce)‏ (2 أغسطس 1991 في نيوزيلندا - ) هو لاعب كريكت نيوزلندي.

## وصلات خارجية
- توم بروس على موقع إي آس بي آن كريك إنفو (الإنجليزية)